# UFC Fight Night: Shogun vs. Smith
UFC Fight Night: Shogun vs. Smith (também conhecido como UFC Fight Night 134)) foi um evento de MMA produzido pelo Ultimate Fighting Championship no dia 22 de Julho de 2018, na Barclaycard Arena em Hamburgo, Alemanha.

## Bônus da Noite
Lutadores receberam um bônus de $50,000 de bônus:
- Luta da Noite:  Danny Roberts vs.  David Zawada
- Performance da Noite:  Anthony Smith e  Manny Bermudez